# Galveias
Galveias é uma povoação portuguesa sede da Freguesia de Galveias do Município de Ponte de Sor, freguesia com 79,75 km² de área e 1022 habitantes (censo de 2021), tendo, por isso, uma densidade populacional de 12,8 hab./km².
Foi vila e sede de concelho entre 1538 e o início do século XIX. O concelho era constituído por uma freguesia e tinha, em 1801, 1 112 habitantes.

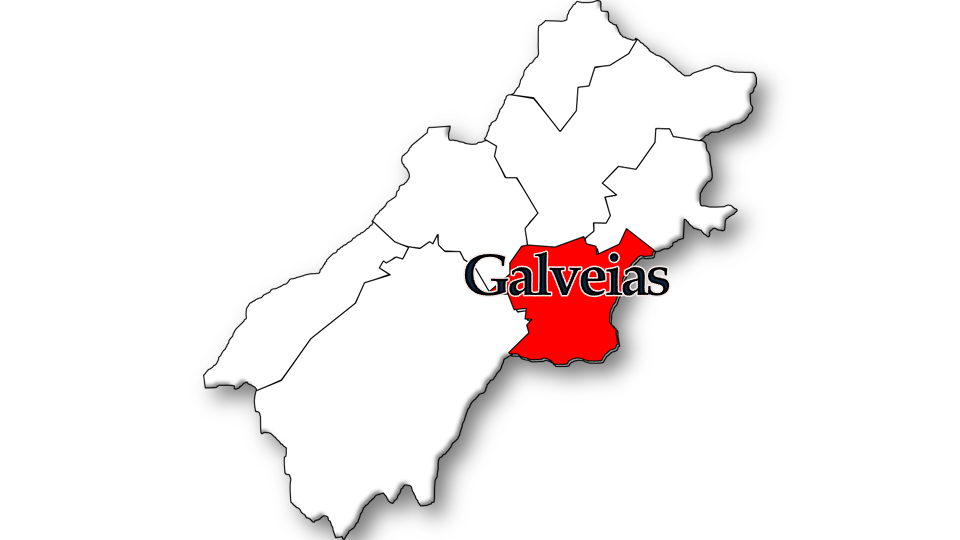
Localização da freguesia no Município de Ponte de Sor

## Demografia
A população registada nos censos foi:
| Distribuição da População por Grupos Etários | Distribuição da População por Grupos Etários | Distribuição da População por Grupos Etários | Distribuição da População por Grupos Etários | Distribuição da População por Grupos Etários |
| -------------------------------------------- | -------------------------------------------- | -------------------------------------------- | -------------------------------------------- | -------------------------------------------- |
| Ano                                          | 0-14 Anos                                    | 15-24 Anos                                   | 25-64 Anos                                   | > 65 Anos                                    |
| 2001                                         | 181                                          | 158                                          | 606                                          | 484                                          |
| 2011                                         | 108                                          | 102                                          | 471                                          | 380                                          |
| 2021                                         | 100                                          | 70                                           | 467                                          | 385                                          |

## História
Galveias é uma importante povoação do Município de Ponte de Sor e encontra-se situada na encosta de uma colina fértil, na margem esquerda do rio Sor, distando cerca de 12km da sede do município.
Galveias tem uma extensa história, desde a sua fundação até à atualidade, chegando a ser um concelho independente.
A história atribui a sua fundação a Frei Lourenço Afonso, mestre da Ordem de Avis, em 1342.
A 1 de Janeiro de 1512, a povoação beneficiou do foral de Avis, dado em Santarém por D. Manuel I. Contudo, em 1538, D. João III elevou-a à categoria de vila.
Em termos eclesiásticos, esta freguesia, foi um priorado da Ordem de Avis, daí resultar a sua riqueza a nível de património religioso.
Em termos económicos, a agricultura ocupa o lugar de destaque como a atividade dominante, da população de Galveias. Repare-se, na importância das tradições e lendas que se confere às laranjas e ao galo que ainda hoje, estão associadas a Galveias, a ponto de se encontrarem no seu próprio brasão.
É também importante referir o azeite e o vinho Marques Ratão, produzidos e comercializados pela Junta de Freguesia de Galveias, que homenageiam esta família que tanto deu a esta freguesia.
Em termos culturais, ganha destaque nesta freguesia a Banda de Música da Sociedade Filarmónica Galveense.
Figuras importantes na história desta freguesia foram os condes das Galveias. Foi primeiro conde deste título D. Dinis de Melo e Castro, em 1691. Houve dez nobres deste título em Galveias, o último do qual faleceu em 1940.

## Lendas

### Menina do Laranjal (Resumo)
Em certas regiões, havia o costume de preparar um galo para cantar na missa de natal, sendo escolhido um dos melhores e possuía um tratamento especial. Na Vila Nova do Laranjal, também existia essa tradição e dava-se o galo a guardar ao melhor homem da terra.
Certo ano apresentaram-se ao Meirinho (magistrado), dois homens vaidosos, disputando esse lugar de honra. O primeiro disse que era o melhor da terra, o segundo afirmou o mesmo com convicção. O Meirinho resolveu intervir para evitar conflitos e em voz pausada perguntou, se podiam apresentar testemunhas das virtudes que apresentavam. Ambos disseram ao mesmo tempo que era a – Menina do Laranjal.
Surgiram duvidas e o Meirinho mandou chamar a Menina do Laranjal, uma jovem muito acreditada e uma das mais bonitas da região. Era órfã e vivia com uma tia – uma velha senhora e quando recebeu a notícia ficou pasmada, porque não conhecia nenhum dos homens. A jovem perante esta situação não sabia que fazer e pediu a opinião à tia. Esta disse-lhe que escolhesse o mais rico, pois a Menina do Laranjal com toda a sua pureza, disse-lhe que o dinheiro podia comprar muita coisa mas nunca o amor.
Quando chegaram junto do Meirinho os dois homens; o primeiro pediu logo para falar com a menina e ela acedeu, o segundo aproximou-se da tia e ficou a falar com esta em voz baixa. O Meirinho perguntou à menina, qual dos dois era o seu noivo e esta disse-lhe que só o primeiro lhe tinha falado em amor. O outro reagiu e disse que já tinha falado com a tia e tinha pedido a Menina do Laranjal em casamento. O Meirinho olhou para ambos e disse que o primeiro era o mais honesto, a quem entregou o galo.
O homem escolhido e que tinha tomado conta do galo instalou-se nos aposentos da noiva e preparavam-se para o casamento. O pretendente vencido não desistia e só pensava na vingança. Na véspera de Natal o galo desapareceu, o burburinho foi enorme e o Meirinho foi obrigado a tomar medidas urgentes e mandou prender o responsável pelo galo. O protesto do homem acusado e da Menina do Laranjal juravam inocência, mas de nada lhes servia. O povo implacável pedia justiça.
Entretanto, no meio da multidão o outro homem mostrava ares de satisfação. O Meirinho mandou preparar a forca para que o castigo servisse de exemplo e o prisioneiro desesperado esperava pela sua ultima hora.
A Menina do Laranjal, apaixonadamente tentava acalmá-lo e tinha esperanças de que um milagre ía acontecer. O homem agradecia com todo fervor abraçado à noiva.
O condenado já perante a forca, lembrou-se que o galo cada vez que via a menina do Laranjal e a sua tia, normalmente cantava. Então pediu para que estas subissem ao alto da torre da igreja. De súbito, no meio de todo aquele silêncio impressionante ouviu-se o galo a cantar por várias vezes. O homem estava prestes a ser enforcado e gritou emocionado: "O galo vê-as!, O galo vê-as!"
A Menina do Laranjal e o Homem Bom, encheram-se de alegria agradecendo o milagre ao Menino Jesus, quanto à senhora sua tia e o homem rejeitado desapareceram. Perdurando na tradição o nome da terra deixou de ser – Vila Nova do Laranjal e passou a chamar-se como ainda hoje – Galveias.

## Lugares
A freguesia de Galveias é constituída pelos lugares de Galveias e Ribeira das Vinhas.

## Património religioso
- Capela da Santa Casa da Misericórdia de Galveias
- Capela de S. Saturnino
- Capela de S. Sebastião
- Capela de S. João
- Capela de S. Pedro
- Capela de S. António
- Capela do Senhor das Almas
- Igreja Matriz

## Outras atrações
- Oásis Parque Aquático

## Equipamentos
- Junta de Freguesia de Galveias
- Extensão do Centro de Saúde de Galveias
- Escola EB1 de Galveias

## Galveenses ilustres
- José Luís Peixoto, escritor